# Konrad Hubert
Konrad Hubert (auch Pulbarbus (Spitzname), Ornipogonis (Spitzname), Konrad Huber, Konrad Huober, Konrad Humbert; * 1507 in Bergzabern; † 13. April 1577 in Straßburg) war ein evangelischer Theologe, Kirchenlieddichter und Reformator.

## Leben
Hubert besuchte ab 1519 die Schule in Heidelberg. Seit 1526 studierte er in Basel und wurde hier für das Evangelium gewonnen. Johannes Oekolampads Vorlagen gaben ihm viel, noch mehr konnte er aber als dessen Famulus lernen. Der Aufenthalt im Hause dieses Gelehrten vermittelte ihm auch zahlreiche persönliche Beziehungen, die er in seinem Briefwechsel weiter pflegte.
Als nach der Schlacht bei Kappel am Albis sich keine neuen Möglichkeiten boten, empfahl ihn Oekolampad seinem Freunde Martin Bucer, der von Huberts „freundlicher und guter Art“ sehr angetan war und ihn als seinen Helfer in Straßburg an St. Thomas annahm. Dieses Amt füllte er 18 Jahre lang mit größter Pflichttreue aus. Seine Bescheidenheit war so groß, dass er nie Einfluss auszuüben trachtete. Für Bucer war er ein unschätzbarer Helfer, der die umfangreiche Arbeit des viel beanspruchten und oft auf Reisen befindlichen Präsidenten des Kirchenkonvents durchzuführen und zu erleichtern trachtete.
Zahlreiche Schriftstücke musste er ins Reine schreiben und Entwürfe genau ausführen. Theologisch stand er ganz auf Bucers Seite und suchte in Milde und Nachgiebigkeit die Mitte zu halten. Mit der nach Bucers Fortgang 1549 durch Johannes Marbach zur Herrschaft gekommenen lutherischen Richtung konnte er sich nicht verstehen. 1557 wurde er daher aus dem Kirchenkonvent verstoßen und 1563 aus seinem Amt als Helfer an St. Thomas entlassen.
Seitdem konnte er nur als „Frei-Prediger“ gelegentlich Gottesdienst halten. Auch als er Bucers Schriften herausgeben wollte, fand er viel Gegensatz. In der Vorrede zum „Tomus Anglicanus“ sprach er sich über sein Verhältnis zu Bucer aus. Er zog sich vom kirchlichen Leben immer mehr zurück. Seine literarischen Arbeiten, seine Treue zur Straßburger Art, aber auch seine Lieder lassen ihn nicht in Vergessenheit geraten.

## Gedenktag
13. April im Evangelischen Namenkalender.